# Şabran (Rayon)
Şabran (auch Shabran) ist ein Rayon im Norden Aserbaidschans am Kaspischen Meer. Verwaltungszentrum des Bezirks ist die gleichnamige Stadt Şabran. Bis 2010 trugen Rayon und Stadt den Namen Dəvəçi.

## Geografie
Der Rayon hat eine Fläche von 1088 km². Das Gebiet an der Küste des Kaspischen Meeres und am Fuß des Großen Kaukasus besteht größtenteils aus einer Halbwüste. Es gibt einige Schlammvulkane und Mineralwasserquellen.

## Bevölkerung
Der Rayon hat 60.200 Einwohner (Stand: 2021). 2009 betrug die Einwohnerzahl 51.200.

## Wirtschaft und Verkehr
In der Region werden Teppiche hergestellt. Über die Region hinaus bekannt sind die Teppiche aus dem Dorf Pirəbədil. Außerdem wird Getreide, Wein und Gemüse angebaut sowie Viehzucht betrieben. Im Ort Qalaaltı gibt es ein Sanatorium, das Kuren mit dem örtlichen schwefelhaltigen Mineralwasser und Schlamm anbietet.
Durch den Rayon führt die wichtigste Straße von Baku nach Dagestan an der Küste. Des Weiteren verläuft die Straße in die Hauptstadt des benachbarten Bezirks, Quba, durch den Rayon.

## Sehenswürdigkeiten
In der Nähe des Dorfes Şahnəzərli, knapp 15 km nordwestlich des Rayonzentrums liegt die gleichnamige Ruinenstadt Şabran. Die Stadt, im 5. Jahrhundert an der Seidenstraße gegründet, wurde im 18. Jahrhundert zerstört. In einem Museum der Stadt Şabran (früher Dəvəçi, 2010 nach der mittelalterlichen Stadt umbenannt) sind Fundstücke aus der alten Stadt ausgestellt.
Nahe der Küste auf 1200 m Höhe befindet sich die Festung von Çıraqqala. Die erste Festung wurde hier im 5. Jahrhundert von den Sassaniden errichtet. Im 18. Jahrhundert war die Burg ein Außenposten des Khanats Quba.